# Торстен Санделін
Торстен Санделін (фін. Torsten Sandelin, 28 вересня 1887 — 8 травня 1950) — фінський яхтсмен і гімнаст.
Бронзовий призер Олімпійських Ігор 1908 року в командній першости з гімнастики.